# Episodi di Zig & Sharko (prima stagione)
La prima stagione di Zig & Sharko è stata mandata in onda su Italia 1 e replicata in seguito su Boing. In Italia conta 26 episodi contenenti 3 episodi originali della durata di 6-7 minuti ciascuno.
| N° | N° | Titolo italiano                     | Titolo originale                    |
| -- | -- | ----------------------------------- | ----------------------------------- |
| 1  | 1  | Vita da iena                        | Hyène de vie                        |
| 1  | 2  | A secco                             | Au sec                              |
| 1  | 3  | La corte di re Nettuno              | La cour du roi Neptune              |
| 2  | 4  | Marea nera                          | Marée noire                         |
| 2  | 5  | L'isola del tesoro                  | L'île au trésor                     |
| 2  | 6  | Colpo di freddo                     | Coup de froid                       |
| 3  | 7  | Il cagnolino della sirena           | Le toutou à sa sirène               |
| 3  | 8  | I muratori della laguna             | Les maçons du lagon                 |
| 3  | 9  | Vita da diporto                     | Plaisante plaisance                 |
| 4  | 10 | Figlia dell'aria                    | Fille de l'air                      |
| 4  | 11 | Un naufrago romantico               | Un naufragé sentimental             |
| 4  | 12 | Il tunnel sotto la laguna           | Tunnel sous le lagon                |
| 5  | 13 | Sci nautico                         | Ski nautique                        |
| 5  | 14 | La sirena infermiera                | La sirène aux petits soins          |
| 5  | 15 | Famiglia numerosa, famiglia gioiosa | Famille nombreuse, famille heureuse |
| 6  | 16 | Il sottomarino                      | Le sous-marin                       |
| 6  | 17 | Gambe in spalla                     | À toutes jambes                     |
| 6  | 18 | La mia amica gamberetto             | Mon amie la crevette                |
| 7  | 19 | Il furore della iena                | La fureur de la hyène               |
| 7  | 20 | Un carattere vulcanico              | Un caractère volcanique             |
| 7  | 21 | Il faro bretone                     | Phare breton                        |
| 8  | 22 | Un bel colpo di bambù               | Coup de bambou                      |
| 8  | 23 | Gonfio come un pallone!             | Gonflé !                            |
| 8  | 24 | Costruttori inventori               | Briques à brac                      |
| 9  | 25 | Allarme: sirena!                    | Alerte à la sirène                  |
| 9  | 26 | Acqua golf                          | Aqua Golf                           |
| 9  | 27 | Il Tour dell'isola                  | Le Tour de l'île                    |
| 10 | 28 | Moby Zig                            | Moby Zig                            |
| 10 | 29 | Natale in laguna                    | Noël au lagon                       |
| 10 | 30 | Salviamo Marina                     | Il faut sauver Marina               |
| 11 | 31 | Gioco di prestigio                  | Tour de passe-passe                 |
| 11 | 32 | Un cugino martello                  | Cousin marteau                      |
| 11 | 33 | Caccia a Sharko                     | Chasse au Sharko                    |
| 12 | 34 | Duello fra Casanova                 | La bataille des costauds            |
| 12 | 35 | Festa a sorpresa                    | Surprise partie                     |
| 12 | 36 | Il coach                            | Le coach                            |
| 13 | 37 | Una iena in inverno                 | Une hyène en hiver                  |
| 13 | 38 | Ai suoi ordini                      | À votre service                     |
| 13 | 39 | Liberate Marina!                    | Libérez Marina !                    |
| 14 | 40 | L'amica di Marina                   | La copine de Marina                 |
| 14 | 41 | Il fan                              | Le fan                              |
| 14 | 42 | Un fantasma ingombrante             | Un fantôme encombrant               |
| 15 | 43 | Tutti in acqua                      | Tous à l'eau                        |
| 15 | 44 | Tutti in giostra!                   | Tournez manèges !                   |
| 15 | 45 | Un amico di un certo peso           | Un ami de poids                     |
| 16 | 46 | In fondo al fondo                   | Le fond du fond                     |
| 16 | 47 | Babysitting                         | Babysitting                         |
| 16 | 48 | Strane macchine                     | Drôle de machines                   |
| 17 | 49 | Ritorno al paese                    | Retour au pays                      |
| 17 | 50 | Sharko e i suoi                     | Sharko et les siens                 |
| 17 | 51 | Disastro in campeggio               | Désastre au camping                 |
| 18 | 52 | La medusa magica                    | Méduse magique                      |
| 18 | 53 | Hic, fammi paura!                   | Hoquet, tout va bien...             |
| 18 | 54 | Super Zig                           | Super Zig                           |
| 19 | 55 | Il mini re                          | Le mini-maître                      |
| 19 | 56 | Cowboy                              | OK Corail                           |
| 19 | 57 | Via reale                           | La voie royale                      |
| 20 | 58 | Un desiderio esaudito               | Jeux de jambes                      |
| 20 | 59 | Origami                             | Origami                             |
| 20 | 60 | Chi è chi?                          | Qui est qui ?                       |
| 21 | 61 | La guerra dei cloni                 | La guerre des clones                |
| 21 | 62 | Salvate la iena!                    | Sauvez la hyène !                   |
| 21 | 63 | La banda di Barbak                  | La bande à Barbak                   |
| 22 | 64 | I prodi cavalieri della laguna      | Preux chevalier du lagon            |
| 22 | 65 | Faccia tosta!                       | Faut pas se gêner !                 |
| 22 | 66 | Marina superstar                    | Marina superstar                    |
| 23 | 67 | La iena mannara!                    | La hyène garou                      |
| 23 | 68 | In crociera                         | La croisière s'amuse                |
| 23 | 69 | Colpo di fulmine                    | Coup de foudre                      |
| 24 | 70 | Bernie trasloca                     | Bernie déménage                     |
| 24 | 71 | Marina si fa i capelli              | Marina se fait des cheveux          |
| 24 | 72 | Attenzione ai succhi di frutta      | Gare au Jus !                       |
| 25 | 73 | Zig taxi                            | Zig le Taxi                         |
| 25 | 74 | Ispettore Sharko                    | Inspecteur Sharko                   |
| 25 | 75 | Caos nello spazio                   | Micmac dans l'espace                |
| 26 | 76 | Retata                              | Coup de filet                       |
| 26 | 77 | Il ritorno del delfino suonato      | Le retour du dauphin zinzin         |
| 26 | 78 | Zig e i giocattoli!                 | Zig et les joujoux                  |